# 圣基多福堂 (费拉拉)

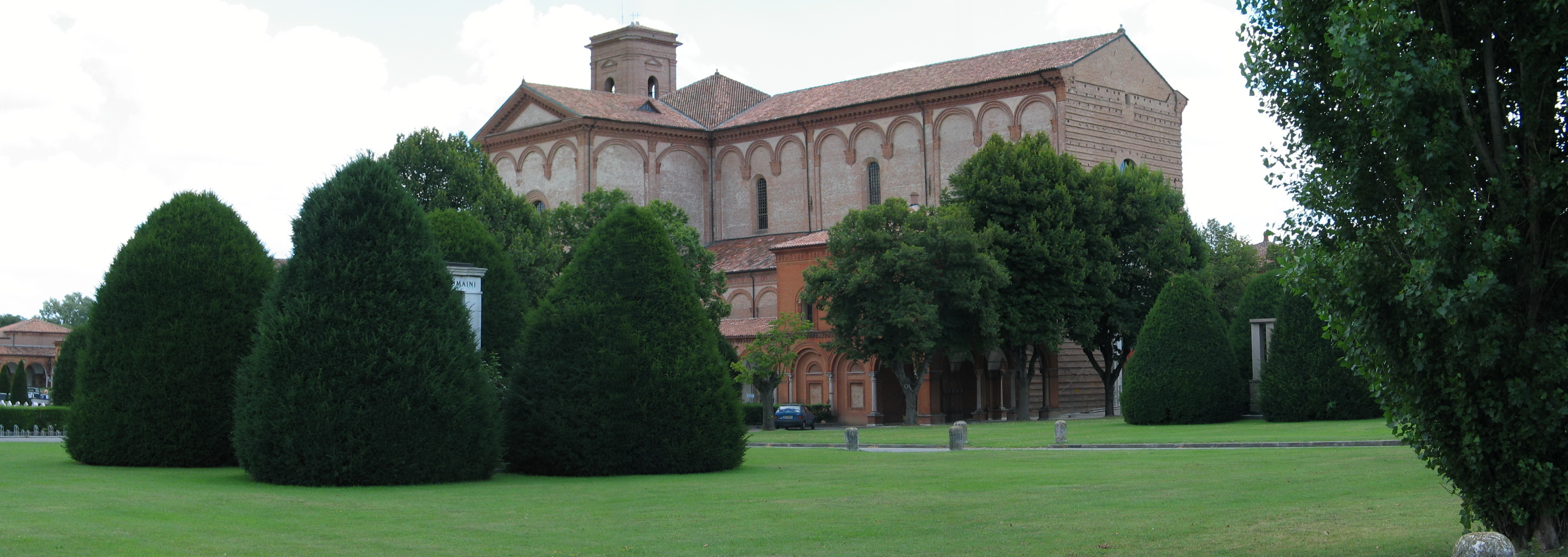

圣基多福堂（chiesa di San Cristoforo alla Certosa）是意大利费拉拉的一个文艺复兴风格的原罗马天主教加尔都西会的教堂和修道院，位于博尔索广场（Piazza Borso）50号。现在是一个公墓。

## 历史
1452年，公爵博索·埃斯特出资在费拉拉城墙外的僻静地点为加尔都西会修建修道院，但仅仅十年后，埃尔科莱·埃斯特扩建了新城墙，将其包在城内。
圣基多福堂建于1498-1551年，由比亚焦·罗塞蒂设计，拉丁十字平面，两侧各有6个小堂。但立面仍在等待贴上大理石。1769年立面进行了装饰，皮特罗·帕蒂尼雕刻了大理石大门，弗朗切斯科·佐皮雕刻了天使，而加塔诺·巴比里负责设计。 祭台由尼科洛·罗塞利装饰。
18世纪末，拿破仑没收了修道院和教堂。祭台在1813年恢复，毗邻的庭院则改为公墓，其中包括犹太公墓。公墓内还有安东尼奥·卡诺瓦的莱奥波多·西科尼亚拉纪念雕像。
第二次世界大战中，1944年的空袭破坏了后殿，唱经楼，钟楼和教堂的右翼。2012年的地震又造成地基受损，导致教堂被限制使用。

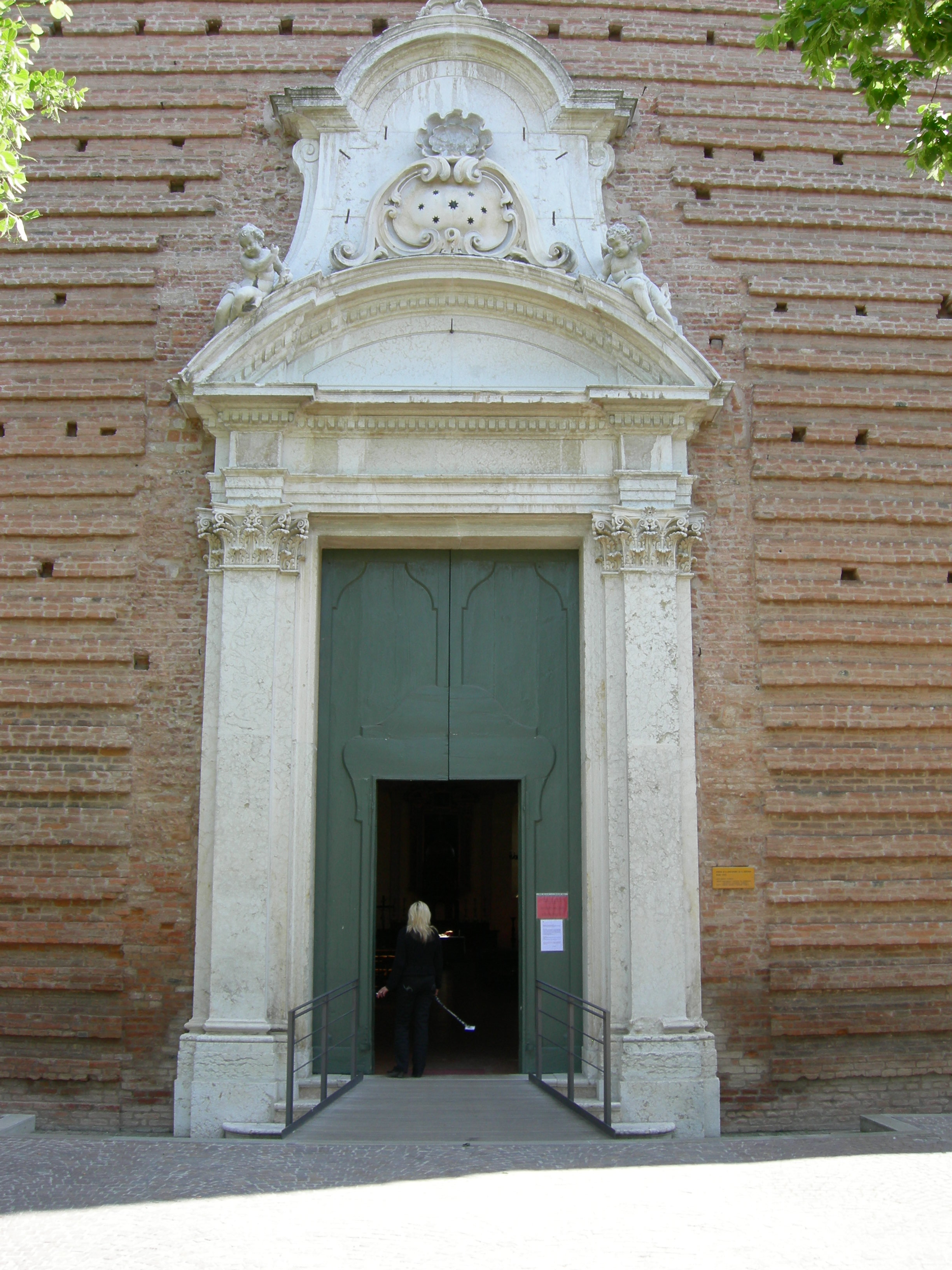
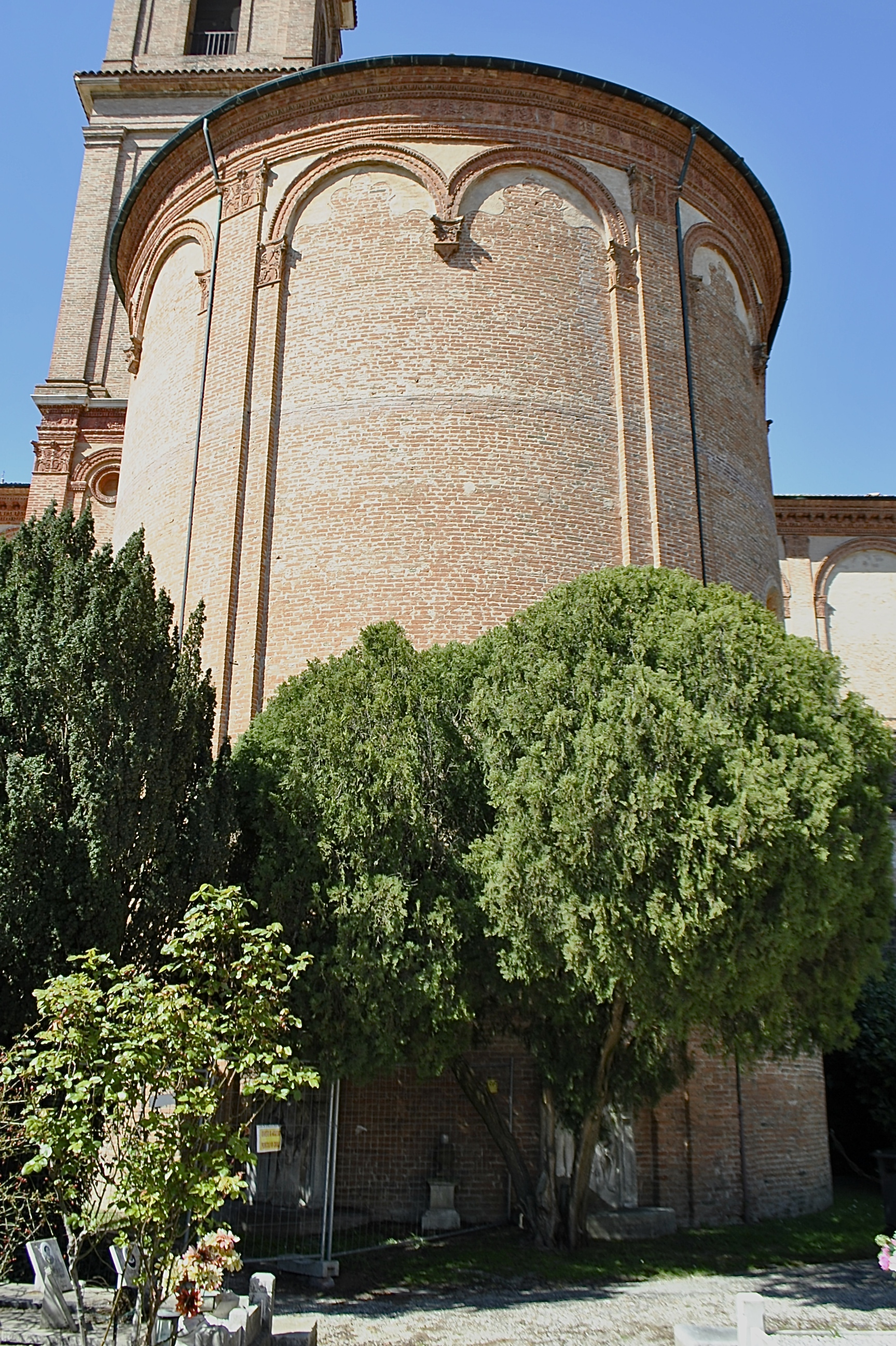
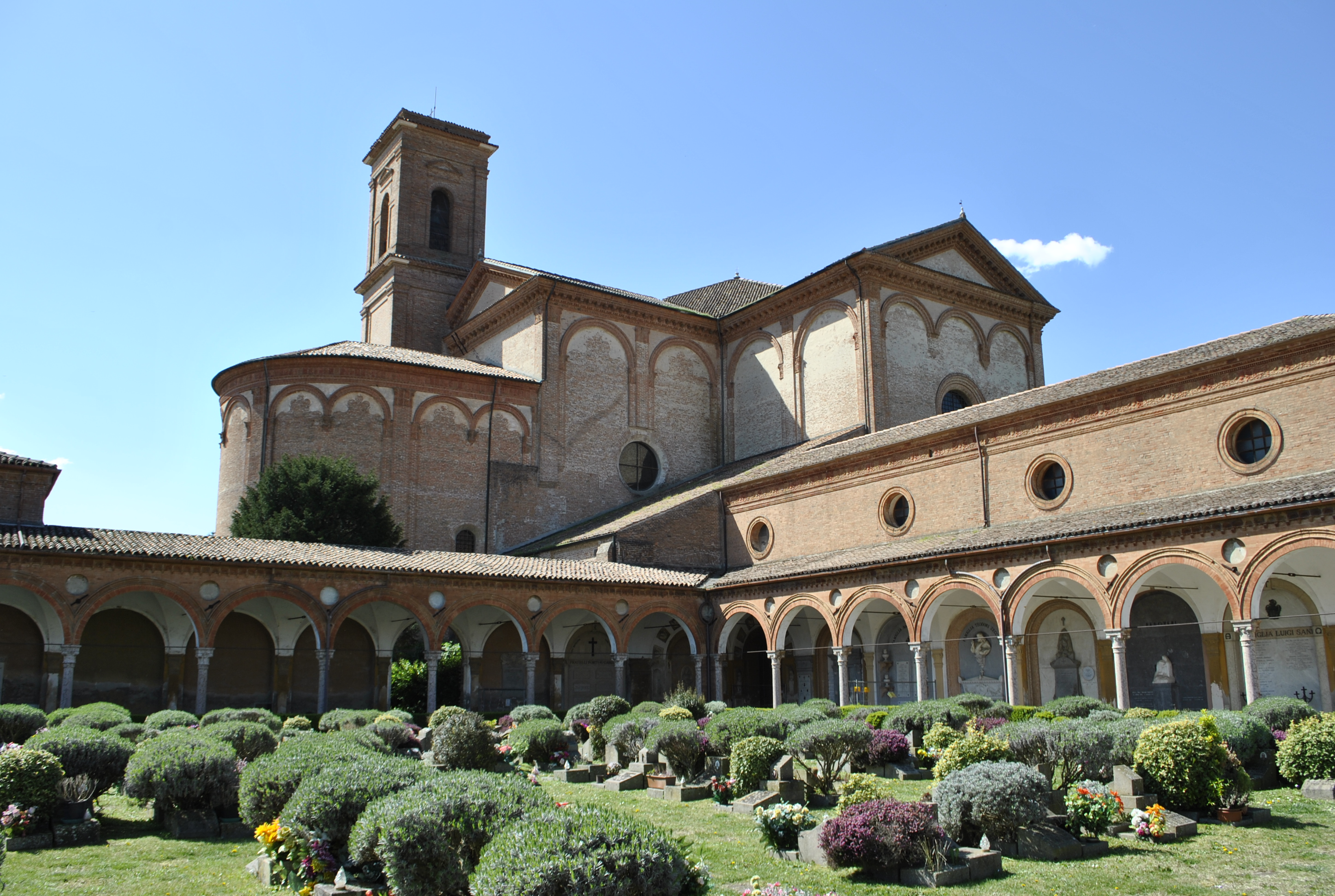
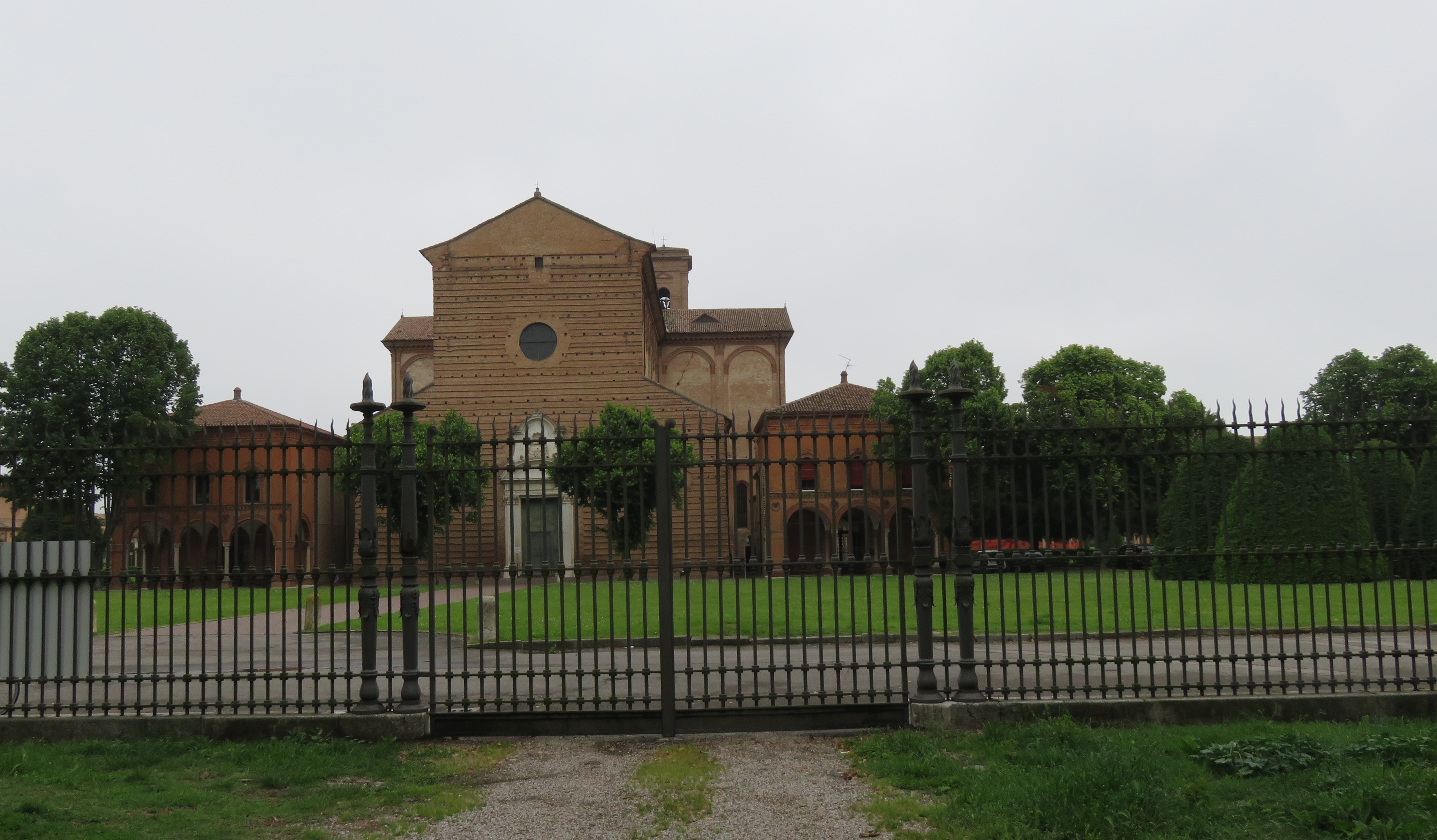